# Teunis Zaaijer
Teunis Zaaijer, ook bekend als Teunis Zaayer (Dirksland, 15 november 1837 - Leiden, 23 december 1902) was een Nederlands medicus en hoogleraar aan de Universiteit Leiden.

## Biografie
Teunis Zaaijer werd 15 november 1837 geboren in Dirksland als de zoon van Pieter Zaaijer en Jannetje Lodder. Hij ging naar de lagere school in zijn geboorteplaats en tijdens zijn veertiende levensjaar werd hij secretaris van zijn vader. Het jaar erop werd hij naar een kostschool in Drimmelen gestuurd die kort erna naar Geertruidenberg werd verplaatst. In de periode dat hij daar zat behaalde hij op 18 mei 1853 een landmetersdiploma. Op de kostschool kreeg hij lessen Grieks en Latijn. In 1855 verhuisde hij naar Leiden voor de laatste voorbereidingen op zijn toelatingsexamen voor de Universiteit Leiden. Hij werd in 1856 aldaar ingeschreven als student geneeskunde.
In 1858 rondde hij de propedeutische fase van zijn opleiding af en twee jaar later volgde het kandidaatsexamen. Hij promoveerde in 1862 in de geneeskunde op het proefschrift Beschrijving van twee vrouwenbekkens uit den Oost-Indischen Archipel. Later in het jaar promoveerde hij op stellingen in de verloskunde en de heelkunde. Daarna vertrok hij naar Berlijn om daar lessen te volgen. In 1863 werd hij aangesteld als tweede prosector bij het anatomisch kabinet van de Universiteit Leiden. In die hoedanigheid volgde hij in de zomer van 1864 lessen in Wenen. Vervolgens volgde hij nog lessen in enkele andere Europese steden. In 1865 werd zijn leermeester Hidde Justusz Halbertsma ziek en nam hij diens lessen over. Zijn leermeester kwam hetzelfde jaar te overlijden Zaaijer bleef lesgeven in diens vakken tot en met 1866. Het jaar erna werd hij benoemd tot buitengewoon hoogleraar in de heelkunde. Hij aanvaardde dit ambt met de rede Het gewigt eener doelmatige ontleedkundige techniek.
De benoeming tot gewoon hoogleraar "anatomie en practische gerechtelijke geneeskunde" volgde in 1870. Van 1888 tot en met 1901 behoorde de gerechtelijke geneeskunde niet tot zijn leeropdracht. In 1870 trouwde hij tevens met Johanna Petronella Jacoba en in 1876 werd hun zoon Johannes Henricus Zaaijer geboren. Gedurende het collegejaar 1880-1881 vervulde hij de functie van rector magnificus. Zijn rectorale rede luidde Geneeskunde en Maatschappij. In 1883 kwamen de activiteiten van de Leidse gifmoordenaar Maria Swanenburg aan het licht waarna Zaaijer en P. de Koning werden belast met het onderzoeken van een aantal van de lijken. Uiteindelijk onderzocht hij 16 lijken. In 1892 werd hij voor zijn verdiensten benoemd tot Ridder in de Orde van de Nederlandse Leeuw.
In 1902 gaf hij de tweede helft van het collegejaar nog les maar in december begon hij zich onwel te voelen. Even erna voelde hij zich weer beter. Nadat hij op 22 december met zijn gezin had ontbeten ging hij naar de studeerkamer waar zijn dochter hem even later dood in zijn stoel aantrof.